# Serafina de São Geminiano
Santa Josefina ou Santa Serafina, também conhecida por Santa Fina (San Gimignano, 1238 - San Gimignano, 12 de março de 1253) foi uma vítima expiatória a Deus que, por cinco anos, se viu pregada ao leito com o corpo em corrupção e na mais extrema pobreza. À sua morte, muitos milagres ocorreram.
O seu nome provém de Seraphim, que significa "ser ardente" em hebraico.
Era uma jovem muito bonita que doença grave prostrada na cama com apenas dez anos, completamente paralisante , e duma forma mística, longe de desespero,suportou com grande coragem e grande fé a sua doença grave até que morreu aos quinze anos de idade.
Gostava de falar com todos da Paixão de Cristo e uma grande devoção para ser ter a Virgem Maria.
Ter-lhe-à aparecido São Gregório Magno, que terá previsto sua morte no dia da festa do santo tal como aconteceu.
A data da festa litúrgica de Santa Serafina, é o aniversário de sua morte: 12 de março.